# Coupe du monde de cyclisme sur piste 2019-2020
Navigation
Coupe du monde 2018-2019 Coupe des nations 2021
La Coupe du monde de cyclisme sur piste 2019-2020 est une compétition organisée par l'UCI qui regroupe plusieurs épreuves de cyclisme sur piste. La saison débute le 1er novembre 2019 et se termine le 26 janvier 2020. Pour cette saison, six manches sont au programme.

## Calendrier
| Date                          | Pays             | Vélodrome               | Ville     |
| ----------------------------- | ---------------- | ----------------------- | --------- |
| 1‐3 novembre 2019             | Biélorussie      | Minsk-Arena             | Minsk     |
| 8‐11 novembre 2019            | Grande-Bretagne  | Sir Chris Hoy Velodrome | Glasgow   |
| 29 novembre‐1er décembre 2019 | Hong Kong        | Hong Kong Velodrome     | Hong Kong |
| 6‐8 décembre 2019             | Nouvelle-Zélande | Avantidrome             | Cambridge |
| 13‐15 décembre 2019           | Australie        | Anna Meares Velodrome   | Brisbane  |
| 24‐26 janvier 2020            | Canada           | Vélodrome de Milton     | Milton    |

## Classement par équipes
| Rang | Pays/Équipe      | MIN    | GLA    | HKG    | CAM    | BRI    | MIL    | Total    |
| ---- | ---------------- | ------ | ------ | ------ | ------ | ------ | ------ | -------- |
| 1.   | Pologne          | 4521,0 | 3833,5 | 2786,0 | 4781,0 | 3822,0 | 2475,0 | 22.218,5 |
| 2.   | France           | 6297,5 | 5535,0 | 901,0  | 200,0  | 2030,0 | 5755,0 | 20.718,5 |
| 3.   | Italie           | 5077,0 | 3785,0 | 3193,0 | 2705,0 | 2616,0 | 2946,0 | 20.322,0 |
| 4.   | Russie           | 5215,0 | 3886,0 | 2712,0 | 3457,5 | 3127,0 | 1627,5 | 20.025,0 |
| 5.   | Allemagne        | 4937,5 | 3985,0 | 5400,0 | 350,0  | 1960,0 | 2129,5 | 18.762,0 |
| 6.   | Australie        | –      | 4897,5 | –      | 6367,5 | 6562,5 | 540,0  | 18.367,5 |
| 7.   | Nouvelle-Zélande | –      | 375,0  | 5879,5 | 6215,0 | 5790,0 | –      | 18.259,5 |
| 8.   | Pays-Bas         | 5765,0 | 4776,0 | 4391,0 | 540,0  | –      | 2000,0 | 17.472,0 |
| 9.   | Grande-Bretagne  | 6415,0 | 6555,0 | 1375,0 | –      | 1708,5 | 1395,0 | 17.448,5 |
| 10.  | États-Unis       | 4890,0 | 1470,0 | 667,0  | 2305,0 | 2320,0 | 3881,0 | 15.533,0 |

## Hommes

### Keirin

#### Résultats
| Lieu      | Vainqueur         | Deuxième         | Troisième        |
| --------- | ----------------- | ---------------- | ---------------- |
| Minsk     | Harrie Lavreysen  | Denis Dmitriev   | Koyu Matsui      |
| Glasgow   | Sébastien Vigier  | Maximilian Levy  | Denis Dmitriev   |
| Hong Kong | Callum Saunders   | Jason Kenny      | Matthijs Büchli  |
| Cambridge | Azizulhasni Awang | Shane Perkins    | Matthew Glaetzer |
| Brisbane  | Kevin Quintero    | Matthew Glaetzer | Tomáš Bábek      |
| Milton    | Joachim Eilers    | Kevin Quintero   | Rafał Sarnecki   |

#### Classement
| Pos. | Coureur           | MIN | GLA | HKG | CAM | BRI | MIL | Pts  |
| 1.   | Jai Angsuthasawit | 120 | 300 | 250 | 375 | 275 | 275 | 1595 |
| 2.   | Denis Dmitriev    | 450 | 400 | –   | 325 | 350 |     | 1525 |
| 3.   | Kevin Quintero    | 175 | 205 | –   | 190 | 500 | 450 | 1520 |
| 4.   | Shane Perkins     | 175 | 350 | –   | 450 | 80  | 325 | 1380 |
| 5.   | Kwesi Browne      | –   | –   | 175 | 250 | 350 | 225 | 1000 |
| 6.   | Matthijs Büchli   | 350 | 225 | 400 | –   | –   | –   | 975  |
| 7.   | Koyu Matsui       | 400 | 175 | –   | –   | –   | 350 | 925  |
| 8.   | Hersony Canelón   | 205 | 120 | 175 | 120 | 175 | –   | 915  |
| 9.   | Azizulhasni Awang | –   | –   | 325 | 500 | 80  | –   | 905  |
| 10.  | Vasilijus Lendel  | 225 | 275 | 1   | –   | –   | 375 | 876  |

### Vitesse

#### Résultats
| Lieu      | Vainqueur        | Deuxième         | Troisième        |
| --------- | ---------------- | ---------------- | ---------------- |
| Minsk     | Harrie Lavreysen | Jeffrey Hoogland | Matthijs Büchli  |
| Glasgow   | Harrie Lavreysen | Jeffrey Hoogland | Tomohiro Fukaya  |
| Hong Kong | Harrie Lavreysen | Jeffrey Hoogland | Tomohiro Fukaya  |
| Cambridge | Mateusz Rudyk    | Tomohiro Fukaya  | Yudai Nitta      |
| Brisbane  | Mateusz Rudyk    | Sam Webster      | Matthew Glaetzer |
| Milton    | Mateusz Rudyk    | Quentin Caleyron | Rayan Helal      |

#### Classement
| Pos. | Coureur            | MIN | GLA | HKG | CAM | BRI | MIL | Pts  |
| 1.   | Mateusz Rudyk      | 350 | 375 | 375 | 500 | 500 | 500 | 2600 |
| 2.   | Harrie Lavreysen   | 500 | 500 | 500 | –   | –   | –   | 1500 |
| 3.   | Jeffrey Hoogland   | 450 | 450 | 450 | –   | –   | –   | 1350 |
| 4.   | Jair Tjon En Fa    | –   | 275 | 325 | 250 | 375 | 120 | 1345 |
| 5.   | Tomohiro Fukaya    | –   | 400 | 400 | 450 | –   | –   | 1250 |
| 6.   | Sándor Szalontay   | 100 | 110 | 145 | 350 | 250 | 205 | 1160 |
| 7.   | Vasilijus Lendel   | 250 | 325 | 160 | –   | –   | 300 | 1035 |
| 8.   | Juan Peralta       | 175 | 175 | 120 | 160 | 160 | 190 | 980  |
| 9.   | Pavel Yakushevskiy | 205 | 190 | –   | 225 | 275 | –   | 895  |
| 10.  | Nicholas Paul      | –   | –   | 250 | 275 | 225 | 100 | 850  |

### Vitesse par équipes

#### Résultats
| Lieu      | Vainqueur                                                                          | Deuxième                                                                    | Troisième                                                                        |
| --------- | ---------------------------------------------------------------------------------- | --------------------------------------------------------------------------- | -------------------------------------------------------------------------------- |
| Minsk     | Pays-Bas Jeffrey Hoogland Harrie Lavreysen Nils van 't Hoenderdaal Sam Ligtlee (q) | Grande-Bretagne Jack Carlin Jason Kenny Ryan Owens                          | Beat Cycling Club Theo Bos Matthijs Büchli Roy van den Berg                      |
| Glasgow   | Pays-Bas Jeffrey Hoogland Harrie Lavreysen Nils van 't Hoenderdaal Sam Ligtlee (q) | Grande-Bretagne Jack Carlin Ryan Owens Joseph Truman Jason Kenny (q)        | France Quentin Caleyron Melvin Landerneau Sébastien Vigier Michaël D'Almeida (q) |
| Hong Kong | Pays-Bas Roy van den Berg Harrie Lavreysen Jeffrey Hoogland                        | Allemagne Timo Bichler Stefan Bötticher Eric Engler                         | France Grégory Baugé Rayan Helal Michaël D'Almeida                               |
| Cambridge | Japon Kazuki Amagai Tomohiro Fukaya Yudai Nitta                                    | Pologne Maciej Bielecki Patryk Rajkowski Mateusz Rudyk Krzysztof Maksel (q) | Nouvelle-Zélande Edward Dawkins Ethan Mitchell Sam Webster                       |
| Brisbane  | Japon Tomohiro Fukaya Yoshitaku Nagasako Yudai Nitta                               | Pologne Maciej Bielecki Mateusz Rudyk Krzysztof Maksel Patryk Rajkowski (q) | Nouvelle-Zélande Samuel Dakin Ethan Mitchell Sam Webster                         |
| Milton    | France Quentin Caleyron Florian Grengbo Quentin Lafargue                           | Pologne Maciej Bielecki Krzysztof Maksel Mateusz Rudyk Rafał Sarnecki (q)   | Chine Guo Shuai Luo Yongjia Zhang Miao                                           |

#### Classement
| Pos. | Équipe            | MIN   | GLA   | HKG   | CAM   | BRI   | MIL   | Pts    |
| 1.   | Pologne           | 525,0 | 487,5 | 525,0 | 675,0 | 675,0 | 675,0 | 3562,5 |
| 2.   | Russie            | 450,0 | 525,0 | 375,0 | 487,5 | 525,0 | 487,5 | 2850,0 |
| 3.   | France            | 562,5 | 600,0 | 600,0 | –     | –     | 750,0 | 2512,5 |
| 4.   | Japon             | –     | –     | 487,5 | 750,0 | 750,0 | 412,5 | 2400,0 |
| 5.   | Chine             | 337,5 | 337,5 | 375,0 | 375,0 | –     | 600   | 2362,5 |
| 6.   | Pays-Bas          | 750,0 | 750,0 | 750,0 | –     | –     | –     | 2250,0 |
| 7.   | Grande-Bretagne   | 675,0 | 675,0 | –     | –     | 562,5 | –     | 1912,5 |
| 8.   | Nouvelle-Zélande  | –     | –     | 562,5 | 600,0 | 600,0 | –     | 1762,5 |
| 9.   | Allemagne         | 412,5 | –     | 675,0 | –     | –     | 562,5 | 1650,0 |
| 10.  | Trinité-et-Tobago | –     | –     | 412,5 | 562,5 | 487,5 | –     | 1462,5 |

### Poursuite individuelle

#### Résultats
| Lieu  | Vainqueur     | Deuxième       | Troisième     |
| ----- | ------------- | -------------- | ------------- |
| Minsk | Filippo Ganna | John Archibald | Ashton Lambie |

#### Classement
| Pos. | Coureur              | MIN | Pts |
| 1.   | Filippo Ganna        | 500 | 500 |
| 2.   | John Archibald       | 450 | 450 |
| 3.   | Ashton Lambie        | 400 | 400 |
| 4.   | Stefan Bissegger     | 375 | 375 |
| 5.   | Alexander Evtushenko | 350 | 350 |
| 6.   | Domenic Weinstein    | 325 | 325 |
| 7.   | Corentin Ermenault   | 300 | 300 |
| 8.   | Rune Herregodts      | 275 | 275 |
| 9.   | Mikhail Shemetau     | 250 | 250 |
| 10.  | Daniel Staniszewski  | 225 | 225 |

### Poursuite par équipes

#### Résultats
| Lieu      | Vainqueur                                                                                     | Deuxième                                                                                       | Troisième                                                                                |
| --------- | --------------------------------------------------------------------------------------------- | ---------------------------------------------------------------------------------------------- | ---------------------------------------------------------------------------------------- |
| Minsk     | Danemark Lasse Norman Hansen Julius Johansen Frederik Madsen Rasmus Pedersen                  | France Thomas Denis Corentin Ermenault Valentin Tabellion Benjamin Thomas                      | Italie Elia Viviani Simone Consonni Filippo Ganna Francesco Lamon Davide Plebani (q)     |
| Glasgow   | Danemark Lasse Norman Hansen Julius Johansen Frederik Madsen Rasmus Pedersen                  | Italie Francesco Lamon Simone Consonni Filippo Ganna Michele Scartezzini Liam Bertazzo (q)     | France Benjamin Thomas Corentin Ermenault Valentin Tabellion Thomas Denis                |
| Hong Kong | Allemagne Felix Groß Theo Reinhardt Leon Rohde Domenic Weinstein                              | Nouvelle-Zélande Tom Sexton Dylan Kennett Nicholas Kergozou Corbin Strong Campbell Stewart (q) | Suisse Théry Schir Valère Thiébaud Cyrille Thièry Alex Vogel                             |
| Cambridge | Suisse Robin Froidevaux Claudio Imhof Stefan Bissegger Lukas Rüegg Mauro Schmid (q)           | Australie Sam Welsford Leigh Howard Alexander Porter Cameron Scott Kelland O'Brien (q)         | Nouvelle-Zélande Aaron Gate Regan Gough Dylan Kennett Jordan Kerby Nicholas Kergozou (q) |
| Brisbane  | Australie Sam Welsford Leigh Howard Kelland O'Brien Alexander Porter Lucas Plapp (q)          | Nouvelle-Zélande Campbell Stewart Jordan Kerby Tom Sexton Corbin Strong Regan Gough (q)        | Suisse Robin Froidevaux Claudio Imhof Stefan Bissegger Mauro Schmid                      |
| Milton    | France Benjamin Thomas Thomas Denis Corentin Ermenault Kévin Vauquelin Valentin Tabellion (q) | Italie Davide Boscaro Carloalberto Giordani Giulio Masotto Gidas Umbri Stefano Moro (q)        | Canada Jackson Kinniburgh Evan Burtnik Chris Ernst Amiel Flett-Brown Sean Richardson (q) |

#### Classement
| Pos. | Équipe                  | MIN  | GLA  | HKG  | CAM  | BRI  | MIL  | Pts  |
| ---- | ----------------------- | ---- | ---- | ---- | ---- | ---- | ---- | ---- |
| 1.   | Italie                  | 800  | 900  | 750  | 650  | 600  | 900  | 4600 |
| 2.   | Suisse                  | 650  | 650  | 800  | 1000 | 800  | –    | 3900 |
| 3.   | Russie                  | 700  | 500  | 700  | 750  | 550  | –    | 3200 |
| 4.   | Allemagne               | 750  | 550  | 1000 | –    | 750  | –    | 3050 |
| 5.   | Canada                  | –    | –    | 650  | 700  | 650  | 800  | 2800 |
| 6.   | France                  | 900  | 800  | –    | –    | –    | 1000 | 2700 |
| 7.   | Nouvelle-Zélande        | –    | –    | 900  | 800  | 900  | –    | 2600 |
| 8.   | Danemark                | 1000 | 1000 | 550  | –    | –    | –    | 2550 |
| 9.   | Australie               | –    | 600  | –    | 900  | 1000 | –    | 2500 |
| 10.  | Huub Wattbike Test Team | 600  | 700  | –    | –    | 700  | –    | 2000 |

### Scratch

#### Résultats
| Lieu      | Vainqueur        | Deuxième           | Troisième          |
| --------- | ---------------- | ------------------ | ------------------ |
| Minsk     | Yauheni Karaliok | Sebastián Mora     | Eric Young         |
| Glasgow   | Felix English    | Sebastián Mora     | Maximilian Beyer   |
| Hong Kong | Roy Eefting      | Christos Volikakis | Corbin Strong      |
| Cambridge | Roman Gladysh    | Roy Eefting        | Christos Volikakis |

#### Classement
| Pos. | Coureur               | MIN | GLA | HKG | CAM | Pts  |
| 1.   | Christos Volikakis    | –   | 250 | 450 | 400 | 1100 |
| 2.   | Yauheni Karaliok      | 500 | –   | 175 | 375 | 1050 |
| 3.   | Sebastián Mora        | 450 | 450 | 90  | –   | 990  |
| 4.   | Roy Eefting           | –   | –   | 500 | 450 | 950  |
| 5.   | Roman Gladysh         | 275 | 120 | –   | 500 | 895  |
| 6.   | Carloalberto Giordani | –   | –   | 375 | 350 | 725  |
| 7.   | Felix English         | –   | 500 | 205 | –   | 705  |
| 8.   | Eric Young            | 400 | 275 | –   | –   | 675  |
| 9.   | Viktor Filutas        | 300 | –   | 160 | 175 | 635  |
| 10.  | Iúri Leitão           | 325 | 300 | –   | –   | 625  |

### Course aux points

#### Résultats
| Lieu  | Vainqueur    | Deuxième       | Troisième    |
| ----- | ------------ | -------------- | ------------ |
| Minsk | Mark Stewart | Sebastián Mora | Andreas Graf |

#### Classement
| Pos. | Coureur            | MIN | Pts |
| 1.   | Mark Stewart       | 500 | 500 |
| 2.   | Sebastián Mora     | 450 | 450 |
| 3.   | Andreas Graf       | 400 | 400 |
| 4.   | Kenny De Ketele    | 375 | 375 |
| 5.   | Florian Maitre     | 350 | 350 |
| 6.   | Raman Ramanau      | 325 | 325 |
| 7.   | Moritz Malcharek   | 300 | 300 |
| 8.   | Vitaliy Hryniv     | 275 | 275 |
| 9.   | Christos Volikakis | 250 | 250 |
| 10.  | Sergey Rostovtsev  | 225 | 225 |

### Américaine

#### Résultats
| Lieu      | Vainqueur                                    | Deuxième                                     | Troisième                                  |
| --------- | -------------------------------------------- | -------------------------------------------- | ------------------------------------------ |
| Minsk     | Danemark Lasse Norman Hansen Michael Mørkøv  | France Bryan Coquard Benjamin Thomas         | Espagne Albert Torres Sebastián Mora       |
| Glasgow   | France Benjamin Thomas Donavan Grondin       | Grande-Bretagne Ethan Hayter Oliver Wood     | Australie Sam Welsford Leigh Howard        |
| Hong Kong | Allemagne Roger Kluge Theo Reinhardt         | Nouvelle-Zélande Tom Sexton Campbell Stewart | Grande-Bretagne Mark Stewart Fred Wright   |
| Cambridge | Nouvelle-Zélande Aaron Gate Campbell Stewart | Australie Kelland O'Brien Cameron Meyer      | Italie Michele Scartezzini Francesco Lamon |
| Brisbane  | Australie Cameron Meyer Sam Welsford         | Nouvelle-Zélande Aaron Gate Thomas Sexton    | France Morgan Kneisky Kévin Vauquelin      |
| Milton    | Pays-Bas Yoeri Havik Jan-Willem van Schip    | Grande-Bretagne Ethan Hayter Oliver Wood     | France Donavan Grondin Benjamin Thomas     |

#### Classement
| Pos. | Équipe           | MIN | GLA | HKG | CAM | BRI | MIL | Pts  |
| 1.   | Italie           | 300 | 350 | 175 | 400 | 350 | 250 | 1825 |
| 2.   | France           | 450 | 500 | –   | –   | 400 | 400 | 1750 |
| 3.   | Suisse           | 250 | 225 | 375 | 160 | 375 | 350 | 1735 |
| 4.   | Grande-Bretagne  | 350 | 450 | 400 | –   | –   | 450 | 1650 |
| 5.   | Hong Kong        | 190 | 175 | 205 | 250 | 325 | 275 | 1420 |
| 6.   | Irlande          | 130 | 190 | 300 | 275 | 225 | 300 | 1420 |
| 7.   | Nouvelle-Zélande | –   | –   | 450 | 500 | 450 | –   | 1400 |
| 8.   | Australie        | –   | 400 | –   | 450 | 500 | –   | 1350 |
| 9.   | Autriche         | 205 | 275 | 160 | 300 | 190 | 175 | 1305 |
| 10.  | Espagne          | 500 | 375 | 350 | –   | –   | 160 | 1285 |

### Omnium

#### Résultats
| Lieu      | Vainqueur            | Deuxième            | Troisième       |
| --------- | -------------------- | ------------------- | --------------- |
| Minsk     | Matthew Walls        | Elia Viviani        | Rui Oliveira    |
| Glasgow   | Benjamin Thomas      | Mark Stewart        | Francesco Lamon |
| Hong Kong | Campbell Stewart     | Roger Kluge         | Théry Schir     |
| Cambridge | Campbell Stewart     | Cameron Meyer       | Artyom Zakharov |
| Brisbane  | Aaron Gate           | Roger Kluge         | Eiya Hashimoto  |
| Milton    | Jan-Willem van Schip | Daniel Staniszewski | Gavin Hoover    |

#### Classement
| Pos. | Coureur              | MIN | GLA | HKG | CAM | BRI | MIL | Pts  |
| 1.   | Christos Volikakis   | 250 | 225 | –   | 250 | 375 | 325 | 1425 |
| 2.   | Roger Kluge          | –   | 110 | 450 | 350 | 450 | –   | 1360 |
| 3.   | Ignacio Prado        | –   | 175 | 375 | 225 | 275 | 300 | 1350 |
| 4.   | Leung Ka-yu          | 190 | 120 | 325 | 190 | 120 | 160 | 1105 |
| 5.   | Jan-Willem van Schip | 300 | 250 | –   | –   | –   | 500 | 1050 |
| 6.   | Artyom Zakharov      | 160 | –   | 160 | 400 | 325 | –   | 1045 |
| 7.   | Campbell Stewart     | –   | –   | 500 | 500 | –   | –   | 1000 |
| 8.   | Daniel Staniszewski  | –   | –   | –   | 325 | 225 | 450 | 1000 |
| 9.   | Raman Tsishkou       | 350 | –   | 110 | 175 | –   | 275 | 910  |
| 10.  | Gavin Hoover         | –   | 145 | 350 | –   | –   | 400 | 895  |

## Femmes

### Keirin

#### Résultats
| Lieu      | Vainqueur           | Deuxième         | Troisième        |
| --------- | ------------------- | ---------------- | ---------------- |
| Minsk     | Emma Hinze          | Mathilde Gros    | Lee Hye-jin      |
| Glasgow   | Katy Marchant       | Emma Hinze       | Mathilde Gros    |
| Hong Kong | Lee Hye-jin         | Lyubov Basova    | Yuka Kobayashi   |
| Cambridge | Lee Hye-jin         | Lauriane Genest  | Stephanie Morton |
| Brisbane  | Martha Bayona       | Stephanie Morton | Nicky Degrendele |
| Milton    | Laurine van Riessen | Helena Casas     | Madalyn Godby    |

#### Classement
| Pos. | Coureuse            | MIN | GLA | HKG | CAM | BRI | MIL | Pts  |
| 1.   | Lyubov Basova       | –   | 205 | 450 | 350 | 375 | 325 | 1705 |
| 2.   | Lee Hye-jin         | 450 | 175 | 500 | 500 | –   | –   | 1625 |
| 3.   | Martha Bayona       | 375 | 175 | –   | 120 | 500 | 350 | 1520 |
| 4.   | Emma Hinze          | 500 | 450 | 375 | –   | –   | –   | 1325 |
| 5.   | Lauriane Genest     | –   | –   | 250 | 450 | 190 | 300 | 1190 |
| 6.   | Lee Wai-sze         | 350 | 275 | 350 | –   | 205 | –   | 1180 |
| 7.   | Nicky Degrendele    | 100 | 100 | 1   | 175 | 400 | 375 | 1151 |
| 8.   | Urszula Łoś         | 175 | 375 | 300 | 225 | –   | –   | 1075 |
| 9.   | Mathilde Gros       | 450 | 400 | –   | –   | –   | 205 | 1055 |
| 10.  | Laurine van Riessen | 175 | 190 | 175 | –   | –   | 500 | 1040 |

### Vitesse

#### Résultats
| Lieu      | Vainqueur           | Deuxième           | Troisième          |
| --------- | ------------------- | ------------------ | ------------------ |
| Minsk     | Lee Wai-sze         | Anastasiia Voinova | Emma Hinze         |
| Glasgow   | Lee Wai-sze         | Emma Hinze         | Olena Starikova    |
| Hong Kong | Lee Wai-sze         | Emma Hinze         | Kelsey Mitchell    |
| Cambridge | Anastasiia Voinova  | Kelsey Mitchell    | Stephanie Morton   |
| Brisbane  | Lee Wai Sze         | Stephanie Morton   | Anastasiia Voinova |
| Milton    | Laurine van Riessen | Kelsey Mitchell    | Madalyn Godby      |

#### Classement
| Pos. | Coureuse            | MIN | GLA | HKG | CAM | BRI | MIL | Pts  |
| 1.   | Lee Wai-sze         | 500 | 500 | 500 | –   | 500 |     | 2000 |
| 2.   | Kelsey Mitchell     | –   | –   | 400 | 450 | 250 | 450 | 1550 |
| 3.   | Olena Starikova     | 175 | 400 | 375 | 275 | 300 | –   | 1525 |
| 4.   | Anastasiia Voinova  | 450 | –   | –   | 500 | 400 | –   | 1350 |
| 5.   | Emma Hinze          | 400 | 450 | 450 | –   | –   | –   | 1350 |
| 6.   | Laurine van Riessen | 300 | 300 | 190 | –   | –   | 500 | 1290 |
| 7.   | Martha Bayona       | 145 | 275 | –   | 205 | 375 | 205 | 1205 |
| 8.   | Jessica Salazar     | –   | –   | 300 | 300 | 175 | 350 | 1125 |
| 9.   | Mandy Marquardt     | 375 | 175 | 225 | –   | –   | 325 | 1100 |
| 10.  | Katy Marchant       | 350 | 350 | –   | –   | 275 | –   | 975  |

### Vitesse par équipes

#### Résultats
| Lieu      | Vainqueur                                      | Deuxième                                        | Troisième                                              |
| --------- | ---------------------------------------------- | ----------------------------------------------- | ------------------------------------------------------ |
| Minsk     | RusVelo Daria Shmeleva Ekaterina Rogovaya      | Russie Natalia Antonova Ekaterina Gnidenko      | Team Erdgas.2012 Lea Sophie Friedrich Pauline Grabosch |
| Glasgow   | Russie Daria Shmeleva Ekaterina Rogovaya       | Chine Zhong Tianshi Zhuang Wei                  | Team Erdgas.2012 Lea Sophie Friedrich Pauline Grabosch |
| Hong Kong | Allemagne Pauline Grabosch Emma Hinze          | Chine Lin Junhong Zhong Tianshi Chen Feifei (q) | China National Track Stars Zhang Linyin Zhuang Wei     |
| Cambridge | Nouvelle-Zélande Natasha Hansen Olivia Podmore | Pologne Marlena Karwacka Urszula Łoś            | Gazprom-RusVelo Daria Shmeleva Ekaterina Rogovaya      |
| Brisbane  | Pologne Marlena Karwacka Urszula Łoś           | Russie Ekaterina Rogovaya Anastasiia Voinova    | Australie Stephanie Morton Caitlin Ward                |
| Milton    | Canada Lauriane Genest Kelsey Mitchell         | Pologne Marlena Karwacka Urszula Łoś            | Lituanie Simona Krupeckaitė Miglė Marozaitė            |

#### Classement
| Pos. | Équipe           | MIN | GLA | HKG | CAM | BRI | MIL | Pts  |
| 1.   | Pologne          | 300 | 275 | 375 | 450 | 500 | 450 | 2350 |
| 2.   | Chine            | 325 | 450 | 450 | 350 | 325 | –   | 1900 |
| 3.   | Russie           | 450 | 500 | 250 | –   | 450 | –   | 1650 |
| 4.   | Espagne          | 275 | 225 | 175 | 250 | 225 | –   | 1450 |
| 5.   | Lituanie         | 225 | 160 | 225 | 300 | 275 | 400 | 1425 |
| 6.   | Colombie         | 250 | 250 | –   | 275 | 300 | 325 | 1400 |
| 7.   | Mexique          | –   | –   | 190 | 500 | 375 | 375 | 1300 |
| 8.   | Ukraine          | 225 | 160 | 225 | 300 | 275 | –   | 1185 |
| 9.   | Nouvelle-Zélande | –   | –   | 190 | 500 | 375 | –   | 1065 |
| 10.  | Corée du Sud     | 205 | 190 | 205 | 225 | 205 | –   | 1030 |

### Poursuite par équipes

#### Résultats
| Lieu      | Vainqueur                                                                                         | Deuxième                                                                                             | Troisième                                                                                            |
| --------- | ------------------------------------------------------------------------------------------------- | --- | --- |
| Minsk     | États-Unis Jennifer Valente Christina Birch Chloé Dygert Emma White                               | Allemagne Franziska Brauße Lisa Brennauer Lisa Klein Gudrun Stock Mieke Kröger (q)                   | Italie Letizia Paternoster Martina Alzini Elisa Balsamo Marta Cavalli Vittoria Guazzini (q)          |
| Glasgow   | Grande-Bretagne Neah Evans Katie Archibald Elinor Barker Eleanor Dickinson                        | Allemagne Franziska Brauße Lisa Klein Lisa Brennauer Gudrun Stock Mieke Kröger (q)                   | Italie Vittoria Guazzini Chiara Consonni Simona Frapporti Silvia Valsecchi                           |
| Hong Kong | Nouvelle-Zélande Michaela Drummond Emily Shearman Nicole Shields Ally Wollaston Jessie Hodges (q) | Belgique Jolien D'Hoore Lotte Kopecky Shari Bossuyt Annelies Dom Gilke Croket (q)                    | Corée du Sud Jang Su-ji Kang Hyun-kyung Lee Ju-mi Na Ah-reum                                         |
| Cambridge | Nouvelle-Zélande Rushlee Buchanan Bryony Botha Holly Edmondston Kirstie James Jaime Nielsen (q)   | Australie Ashlee Ankudinoff Georgia Baker Annette Edmondson Maeve Plouffe Alexandra Manly (q)        | Canada Allison Beveridge Jasmin Duehring Annie Foreman-Mackey Georgia Simmerling                     |
| Brisbane  | Australie Ashlee Ankudinoff Georgia Baker Annette Edmondson Maeve Plouffe Alexandra Manly (q)     | Nouvelle-Zélande Bryony Botha Rushlee Buchanan Holly Edmondston Racquel Sheath Michaela Drummond (q) | Canada Allison Beveridge Jasmin Duehring Annie Foreman-Mackey Georgia Simmerling Ariane Bonhomme (q) |
| Milton    | États-Unis Jennifer Valente Chloé Dygert Emma White Lily Williams (q)                             | France Clara Copponi Coralie Demay Valentine Fortin Marie Le Net                                     | Canada Devaney Collier Erin Attwell Miriam Brouwer Kinley Gibson Ariane Bonhomme (q)                 |

#### Classement
| Pos. | Équipe           | MIN  | GLA | HKG  | CAM  | BRI  | MIL  | Pts  |
| 1.   | Allemagne        | 900  | 900 | 750  | –    | 600  | 650  | 3800 |
| 2.   | États-Unis       | 1000 | –   | –    | 600  | 750  | 1000 | 3350 |
| 3.   | France           | 750  | 750 | –    | –    | 700  | 900  | 3100 |
| 4.   | Belgique         | 650  | 700 | 900  | –    | –    | 750  | 3000 |
| 5.   | Italie           | 800  | 800 | 700  | –    | 650  | –    | 2950 |
| 6.   | Nouvelle-Zélande | –    | –   | 1000 | 1000 | 900  | –    | 2900 |
| 7.   | Australie        | –    | 650 | –    | 900  | 1000 | –    | 2550 |
| 8.   | Corée du Sud     | –    | –   | 800  | 650  | 500  | 600  | 2550 |
| 9.   | Canada           | –    | –   | –    | 800  | 800  | 800  | 2400 |
| 10.  | Pologne          | 550  | 550 | –    | 700  | 550  | –    | 2350 |

### Scratch

#### Résultats
| Lieu      | Vainqueur            | Deuxième            | Troisième        |
| --------- | -------------------- | ------------------- | ---------------- |
| Minsk     | Kirsten Wild         | Martina Fidanza     | Jennifer Valente |
| Glasgow   | Karolina Karasiewicz | Anastasia Tchulkova | Diana Klimova    |
| Hong Kong | Anita Stenberg       | Verena Eberhardt    | Maria Martins    |
| Cambridge | Holly Edmondston     | Olga Zabelinskaïa   | Lydia Gurley     |

#### Classement
| Pos. | Coureuse            | MIN | GLA | HKG | CAM | Pts  |
| 1.   | Anastasia Tchulkova | 225 | 450 | 275 | 225 | 1175 |
| 2.   | Martina Fidanza     | 450 | –   | 300 | 145 | 895  |
| 3.   | Jennifer Valente    | 400 | –   | –   | 350 | 750  |
| 4.   | Anita Stenberg      | 60  | –   | 500 | 175 | 735  |
| 5.   | Maria Martins       | –   | –   | 400 | 300 | 700  |
| 6.   | Łucja Pietrzak      | 350 | –   | –   | 275 | 625  |
| 7.   | Olga Zabelinskaïa   | –   | –   | 80  | 450 | 530  |
| 8.   | Verena Eberhardt    | 70  | –   | 450 | –   | 520  |
| 9.   | Ana Usabiaga        | 110 | 130 | 120 | 160 | 520  |
| 10.  | Holly Edmondston    | –   | –   | –   | 500 | 500  |

### Course aux points

#### Résultats
| Lieu  | Vainqueur        | Deuxième                  | Troisième          |
| ----- | ---------------- | ------------------------- | ------------------ |
| Minsk | Jennifer Valente | Maria Giulia Confalonieri | Tatsiana Sharakova |

#### Classement
| Pos. | Coureuse                  | MIN | Pts |
| 1.   | Jennifer Valente          | 500 | 500 |
| 2.   | Maria Giulia Confalonieri | 450 | 450 |
| 3.   | Tatsiana Sharakova        | 400 | 400 |
| 4.   | Amy Pieters               | 375 | 375 |
| 5.   | Anita Stenberg            | 350 | 350 |
| 6.   | Charlotte Becker          | 325 | 325 |
| 7.   | Leung Bo Yee              | 300 | 300 |
| 8.   | Verena Eberhardt          | 275 | 275 |
| 9.   | Anastasia Tchulkova       | 250 | 250 |
| 10.  | Victoire Berteau          | 225 | 225 |

### Américaine

#### Résultats
| Lieu      | Vainqueur                                 | Deuxième                                      | Troisième                                        |
| --------- | ----------------------------------------- | --------------------------------------------- | ------------------------------------------------ |
| Minsk     | Pays-Bas Kirsten Wild Amy Pieters         | Grande-Bretagne Laura Kenny Emily Nelson      | France Clara Copponi Marie Le Net                |
| Glasgow   | Australie Annette Edmondson Georgia Baker | Grande-Bretagne Katie Archibald Elinor Barker | Pays-Bas Kirsten Wild Amy Pieters                |
| Hong Kong | Danemark Julie Leth Trine Schmidt         | Nouvelle-Zélande Jessie Hodges Nicole Shields | Italie Chiara Consonni Vittoria Guazzini         |
| Cambridge | Australie Georgia Baker Alexandra Manly   | Pologne Daria Pikulik Nikol Plosaj            | Nouvelle-Zélande Michaela Drummond Jessie Hodges |
| Brisbane  | Australie Georgia Baker Annette Edmondson | France Clara Copponi Marie Le Net             | États-Unis Christina Birch Kendall Ryan          |
| Milton    | Grande-Bretagne Neah Evans Laura Kenny    | Belgique Jolien D'Hoore Lotte Kopecky         | États-Unis Megan Jastrab Jennifer Valente        |

#### Classement
| Pos. | Équipe          | MIN | GLA | HKG | CAM | BRI | MIL | Pts  |
| 1.   | Italie          | 275 | 190 | 400 | 325 | 350 | 375 | 1915 |
| 2.   | Irlande         | 160 | 325 | 275 | 300 | 275 | 300 | 1635 |
| 3.   | Chine           | 205 | 175 | 325 | 350 | 325 | 225 | 1605 |
| 4.   | Australie       | –   | 500 | –   | 500 | 500 | –   | 1500 |
| 5.   | États-Unis      | 350 | –   | –   | 275 | 400 | 400 | 1425 |
| 6.   | Grande-Bretagne | 450 | 450 | –   | –   | –   | 500 | 1400 |
| 7.   | France          | 400 | 225 | –   | –   | 450 | 325 | 1400 |
| 8.   | Pologne         | 375 | 275 | –   | 450 | 300 | –   | 1400 |
| 9.   | Belgique        | 300 | 300 | 350 | –   | –   | 450 | 1400 |
| 10.  | Russie          | 225 | 375 | 375 | –   | –   | 350 | 1325 |

### Omnium

#### Résultats
| Lieu      | Vainqueur        | Deuxième            | Troisième         |
| --------- | ---------------- | ------------------- | ----------------- |
| Minsk     | Jennifer Valente | Letizia Paternoster | Laura Kenny       |
| Glasgow   | Kirsten Wild     | Olga Zabelinskaïa   | Annette Edmondson |
| Hong Kong | Yumi Kajihara    | Maria Martins       | Jolien D'Hoore    |
| Cambridge | Yumi Kajihara    | Jennifer Valente    | Allison Beveridge |
| Brisbane  | Jennifer Valente | Allison Beveridge   | Holly Edmondston  |
| Milton    | Jennifer Valente | Letizia Paternoster | Emily Kay         |

#### Classement
| Pos. | Coureuse          | MIN | GLA | HKG | CAM | BRI | MIL | Pts  |
| 1.   | Jennifer Valente  | 500 | –   | –   | 450 | 500 | 500 | 1950 |
| 2.   | Maria Martins     | 205 | 205 | 450 | –   | 375 | 325 | 1560 |
| 3.   | Anita Stenberg    | 175 | 300 | 350 | 275 | 275 | 130 | 1505 |
| 4.   | Yūmi Kajihara     | –   | 375 | 500 | 500 | –   | –   | 1375 |
| 5.   | Olga Zabelinskaïa | 90  | 450 | 145 | 225 | 205 | 175 | 1290 |
| 6.   | Lee Sze-wing      | 190 | 110 | 300 | 300 | 130 | 110 | 1140 |
| 7.   | Jolien D'Hoore    | 275 | –   | –   | –   | –   | 375 | 1050 |
| 8.   | Daria Pikulik     | 375 | 325 | –   | 350 | –   | –   | 1050 |
| 9.   | Allison Beveridge | –   | 160 | –   | 400 | 450 | –   | 1010 |
| 10.  | Emily Kay         | 145 | 145 | 275 | –   | –   | 400 | 965  |